# Ernest Charles Nelson
Ernest Charles Nelson (15 de setembre de 1951, Belfast, Irlanda del Nord) és un botànic especialitzat en la família de les Proteaceae, sobretot en el gènere Adenanthos; i en la família de les Ericaceae, sobretot Erica. És autor de més de 20 llibres i més de 150 treballs d'investigació. E.C. Nelson és editor honorari dels Archives of Natural History, publicació de la Society for the History of Natural History, així com del Heathers (anuari de The Heather Society).
Nelson va estudiar a Portora Royal School (Enniskillen), i va obtenir el graduat en botànica a la Universitat d'Aberystwyth. El 1975 va doctorar-se a la Universitat Nacional d'Austràlia, a Canberra, amb un estudi sobre la taxonomia i l'ecologia del Adenanthos. Al seu retorn a Irlanda, va ocupar la plaça de taxònom als Irish National Botanic Gardens, Glasnevin (Dublin).

## Publicacions notables
- An Irishman's Cuttings: Tales of Irish Gardens and Gardeners, Plants and Plant Hunters.  Collins Pr, 2010. ISBN 1-84889-005-2.